# 谷浩二朗
谷 浩二朗（たに こうじろう、1992年4月30日 - ）は、日本のラグビー選手。

## プロフィール
- 兵庫県出身[1]。
- ポジションはウィング(WTB)。
- 身長 182cm、体重 87kg
- ニックネームはコウジロウ。
- 7人制日本代表強化合宿メンバーに選ばれたことがある[2]。

## 略歴
7歳からラグビーを始めたが、中学で陸上部に入部した。 
2011年、滝川第二高校卒業後、筑波大学に入学する。なお滝川第二高校時代にはインターハイの八種競技で優勝した。
筑波大学卒業後、2016年に東芝ブレイブルーパスへ加入。
2018年、東芝ブレイブルーパスを退団した。